# M 13 (звёздное скопление)
M 13 (NGC 6205, GCL 45, встречается английское название Great Cluster in Hercules) — шаровое звёздное скопление в созвездии Геркулеса. Скопление имеет видимую звёздную величину +5,8m, может наблюдаться невооружённым глазом при хороших условиях. Скопление было открыто в 1714 году, а в 1974 году к нему было отправлено послание Аресибо. Это одно из самых ярких и хорошо изученных скоплений в Галактике.

## Характеристики
M 13 — шаровое звёздное скопление, расположенное в 25 тысячах световых лет от Солнца. Его диаметр составляет около 150 световых лет, хотя наиболее плотная его часть ограничена диаметром в 100 световых лет. Само скопление содержит не менее нескольких сотен тысяч звёзд, концентрация которых в центре скопления в сотни раз превышает таковую в окрестностях Солнца. В скоплении наблюдаются четыре области, относительно бедные звёздами.
Возраст M 13, на основании его диаграммы цвет — звёздная величина, оценивается в 13,5 миллиардов лет, при этом одна из его звёзд — Barnard 29 ― имеет спектральный класс B2, чего не ожидается в таком старом скоплении. Изначально предполагалось, что это — звезда, захваченная скоплением, но сейчас считается, что она находится на очень короткой эволюционной стадии: она сошла с асимптотической ветви гигантов и через некоторое время станет планетарной туманностью.
Металличность звёзд скопления {\displaystyle {\ce {[Fe/H]}}} составляет −1,58, что соответствует относительному содержанию железа менее 3% от солнечного. При этом содержание элементов альфа-процесса относительно железа повышено по сравнению с солнечным: {\displaystyle {\ce {[\alpha / Fe]}}} составляет около 0,2. Кроме того, в звёздах M 13 большая доля гелия: одна из популяций звёзд имеет массовую долю гелия около солнечной, 25%, и ещё две, соответственно, 33% и 38%.

## История изучения
Скопление открыл Эдмунд Галлей в 1714 году, но разрешить его на отдельные звёзды он не смог. Он отметил, что скопление видно невооружённым глазом на чистом безлунном небе. Также после Галлея скопление наблюдал Джон Бевис и внёс его в свой атлас звёздного неба. В 1764 году Шарль Мессье внёс скопление в свой каталог как M 13, а впервые скопление было разрешено на отдельные звёзды в 1779 году.
В 1888 году скопление вошло в Новый общий каталог, который составил Джон Дрейер, под номером 6205. В 1974 году в сторону скопления было отправлено одно из первых радиопосланий для гипотетических внеземных цивилизаций — послание Аресибо. Это скопление — одно из наиболее изученных шаровых скоплений Галактики.

## Наблюдения
Скопление M 13 имеет видимую звёздную величину +5,8m, что делает его наблюдаемым невооружённым глазом при хороших условиях, а также одним из самых ярких шаровых скоплений. Его угловой диаметр составляет около 20 минут дуги, но наиболее яркая область ограничена диаметром в 13 минут. Лучший месяц для наблюдения — июль.
M 13 легко обнаружить с помощью бинокля; при небольшом увеличении скопление выглядит как туманное пятно, более яркое в центре. При использовании более крупного телескопа, с диаметром объектива около 150 мм, становятся видны отдельные звёзды во внешних областях скопления и отчётливо наблюдается его сферическая форма. Телескоп с апертурой более 300 мм позволяет различать и звёзды в центре скопления.

## В культуре
Упоминания скопления M 13 встречаются в произведениях художественной литературы. Среди них, например, роман «Сирены Титана» авторства Курта Воннегута.